# Gal·licà (cònsol)
Gal·licà (en llatí Gallicanus) va ser un romà de rang consular que, juntament amb Mecenes, va matar dos soldats que havien entrat al Senat per curiositat.
Aquest fet va donar origen a disturbis sagnants que van durar uns quants dies entre el poble i els pretorians, durant el breu regnat de Balbí i Pupiè l'any 238. En aquests disturbis una part de la ciutat va ser destruïda pel foc. Herodià en parla.